# Хёрзельберг
Хёрзельберг (нем. Hörselberg) — посёлок в Германии, в земле Тюрингия.
Входит в состав района Вартбург. Население 3341 чел. Занимает площадь 63,24 км². Официальный код — 16 0 63 095.